# ジャン4世 (アルマニャック伯)
ジャン4世（フランス語：Jean IV, 1396年10月15日 - 1450年11月5日）は、アルマニャック伯、フェザンサック伯およびロデーズ伯（在位：1418年 - 1450年）。百年戦争に関する陰謀やフランス王に対する争いに関与した。

## 生涯
ジャン4世は1396年10月15日に生まれ、アルマニャック伯、フェザンサック伯、パルディアック伯およびロデーズ伯のベルナール7世とボンヌ・ド・ベリーの息子として誕。父ベルナール7世は、アルマニャック派の領袖だった。1418年6月12日、ブルゴーニュ派の暴徒によって父親が殺害されると、ジャン4世がアルマニャック伯となった。
ジャン4世の父ベルナール7世は武力によりコマンジュ伯領を占領していたが、ジャン4世は1419年にコマンジュ女伯マルグリットとマチュー・ド・フォワとの再婚を阻止できなっかった。その後、マルグリットらはコマンジュ伯領を取り戻した。
1425年、ジャン4世はカスティーリャ王をアルマニャックの君主として認めた。フランス王シャルル7世はイングランドとの戦いに専念していたため介入できなかったが、これを見逃さず、ジャン4世はフランス王と対立することとなった。ジャン4世は、さらにシャルル7世と対立するイングランドとの接近を模索するようになった。
1437年7月、ジャン4世とイングランド王ヘンリー6世の両者は条約に署名したが、その条件の1つはアルマニャック伯の家臣がイングランドに対して敵意を持って行動することをアルマニャック伯が許さないというものであった。
ジャン4世は男爵とフランス王太子ルイの起こしたプラグリーの乱（1440年）に加わったが、この連合軍はシャルル7世によって打ち破られ、シャルル7世は反乱者たちを赦免した。
ジャン4世は1442年に自身の娘とイングランド王ヘンリー6世との結婚交渉を開始した。ジャン4世はシャルル7世の脅威から守ってくれる強力な同盟を切望していたが、一方でイングランド側はジャン4世の領土をフランスの攻撃に対する防御緩衝地帯として利用できることを期待していた。ジャン4世の領土はフランス南西部に位置しており、ガスコーニュを守るにあたりイギリス王よりもはるかに有利な立場にあった。アルマニャック伯は、ガスコーニュの国境を守るために、莫大な金、領地、人員を持参金として提供したと言われている。ジョンは、イングランドと同盟するか、それともシャルル7世との和解を試みることが最善の策か検討していたため、交渉を停滞させたようである。ともあれ、フランス王からの脅迫とイングランド側の優柔不断により、結婚交渉は終止符が打たれた。
ジャン4世はフランス王太子ルイによって南仏のリル＝ジュルダン卿領で包囲された。1444年、ついに捕らえられカルカソンヌに幽閉された。ジャン4世は3年後に赦免されたが、伯領は王家の役人により管理されていた。

## 結婚と子女
1407年6月16日に、ブルターニュ公ジャン4世とジャンヌ・ド・ナヴァールの娘ブランシュ（1397年 - 1419年）と結婚し、1女をもうけた。
- ボンヌ（1416年 - 1448年以前）

最初の妃ブランシュの死後間もなく、1419年5月10日に最初の妃の従姉妹にあたる、ナバラ王カルロス3世とレオノール・デ・トラスタマラの娘イザベル（1395年 - 1435年）と結婚した。2人の間には以下の子女が生まれた。
- マリー（1420年 - 1473年）[10] - アランソン公ジャン2世と結婚
- ジャン5世（1420年 - 1473年） - ロマーニュ子爵、のちアルマニャック伯、フェザンサック伯およびロデーズ伯[11]
- エレオノール（1423年 - 1456年） - 1446年にオラニエ公ルイ2世・ド・シャロン＝アルレ（英語版）と結婚[12]
- シャルル1世（1425年 - 1497年） - フェザンサゲ子爵、のちアルマニャック伯、フェザンサック伯およびロデーズ伯[12]
- イザベル（1430年頃[注釈 1] - 1475年）[14] - カトル・ヴァレ女領主